# Calicium atronitescens
Calicium atronitescens är en lavart som beskrevs av F. Wilson 1891. Calicium atronitescens ingår i släktet Calicium och familjen Caliciaceae.   Inga underarter finns listade i Catalogue of Life.